# Taiwanesische Wollige Hufeisennase

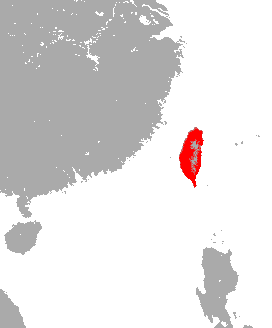
Lage von Taiwan zwischen dem östlichen China und den nördlichen Philippinen

Die Taiwanesische Wollige Hufeisennase oder Formosa-Wollhaar-Hufeisennase (Rhinolophus formosae) ist ein auf Taiwan endemisches Fledertier in der Gattung der Hufeisennasen. Die Population galt zeitweilig als Unterart der Großen Wollhaar-Hufeisennase (Rhinolophus luctus). Eine engere Verwandtschaft besteht zur Dreiblatt-Hufeisennase (Rhinolophus trifoliatus). Vermutlich haben sich diese Art und die Francis-Wollhaar-Hufeisennase (Rhinolophus francisi) als erstes von der Entwicklungslinie der anderen Mitglieder der trifoliatus-Artengruppe getrennt.

## Merkmale
Diese mittelgroße Hufeisennase wird ohne Schwanz 63 bis 90 mm, lang die Schwanzlänge beträgt 28 bis 41 mm und das Gewicht liegt bei 12 bis 25 g. Es kommen 54 bis 62 mm lange Unterarme, Hinterfüße von etwa 17 mm Länge und 25 bis 33 mm lange Ohren vor. Typisch für die Art ist das seidenweiche Fell mit schwärzlicher Färbung. Auffällig ist die hufeisenförmige Grundform des schwarzen Nasenblatts, die 12 bis 14 mm breit ist und den Mund bedeckt. Der speerförmige Aufsatz hat vor der Spitze parallele Seiten. Diese Fledermaus hat eine Kerbe in der Unterlippe und 32 oder 30 Zähne im Gebiss. Im letzteren Fall fehlt ein unterer Prämolar pro Seite. Abweichende Details des Schädels und der Zähne unterscheiden die Art von anderen Gattungsmitgliedern. Der diploide Chromosomensatz wird aus 52 Chromosomen gebildet (2n=52).

## Verbreitung
Diese Fledermaus fehlt nur an der westlichen Küste Taiwans. Sie lebt im Flachland und in Gebirgen bis 2800 Meter Höhe. Die Taiwanesische Wollige Hufeisennase hält sich vorwiegend in Wäldern auf, wo sie über Lichtungen jagt. Manchmal werden Kulturflächen besucht.

## Lebensweise
Die nachtaktiven Exemplare ruhen am Tage in Kalksteinhöhlen, Gebäuden, Tunneln, Straßendurchlässen und ähnlichen Strukturen. Sie nutzen ihr Versteck in der Fortpflanzungszeit gewöhnlich allein, während in anderen Zeiten kleine Gruppen mit zwei oder drei Mitgliedern vorkommen. In kurzen Pausen hängen die Exemplare an Ästen. Diese Fledermaus jagt vorwiegend Käfer und Nachtfalter sowie Insekten von sechs anderen Ordnungen. Die Rufe zur Echoortung sind 36 bis 63 Millisekunden lang und sie erreichen ihre stärkste Intensität bei 42 bis 45 kHz. Trächtige Weibchen sind frühestens aus dem April bekannt und die Geburt des einzelnen Nachkommen findet im Mai oder Juni statt. Vermutlich wird das Jungtier nicht lange gesäugt, da keine Weibchen mit aktiven Zitzen im Juli dokumentiert sind. Weibchen suchen vor jeder Geburt eigene Verstecke auf, die sie in bis zu sechs aufeinanderfolgenden Jahren nutzen. Jungtiere verlassen im Juli das Nest. Exemplare in Gebirgshöhlen halten Winterschlaf oder fallen zeitweilig in einen Starrezustand (Torpor). Im Flachland sind die Tiere zwischen November und Februar weniger aktiv.

## Gefährdung
Die Taiwanesische Wollige Hufeisennase wird durch Forstwirtschaft und Umwandlung der Wälder in Ackerflächen beeinträchtigt. Touristische Besucher in den Höhlen wirken sich negativ aus. Die Gesamtpopulation ist trotz Verringerung noch recht groß. Die IUCN listet die Art als nicht gefährdet (least concern).